# باغ‌وحش انسانی

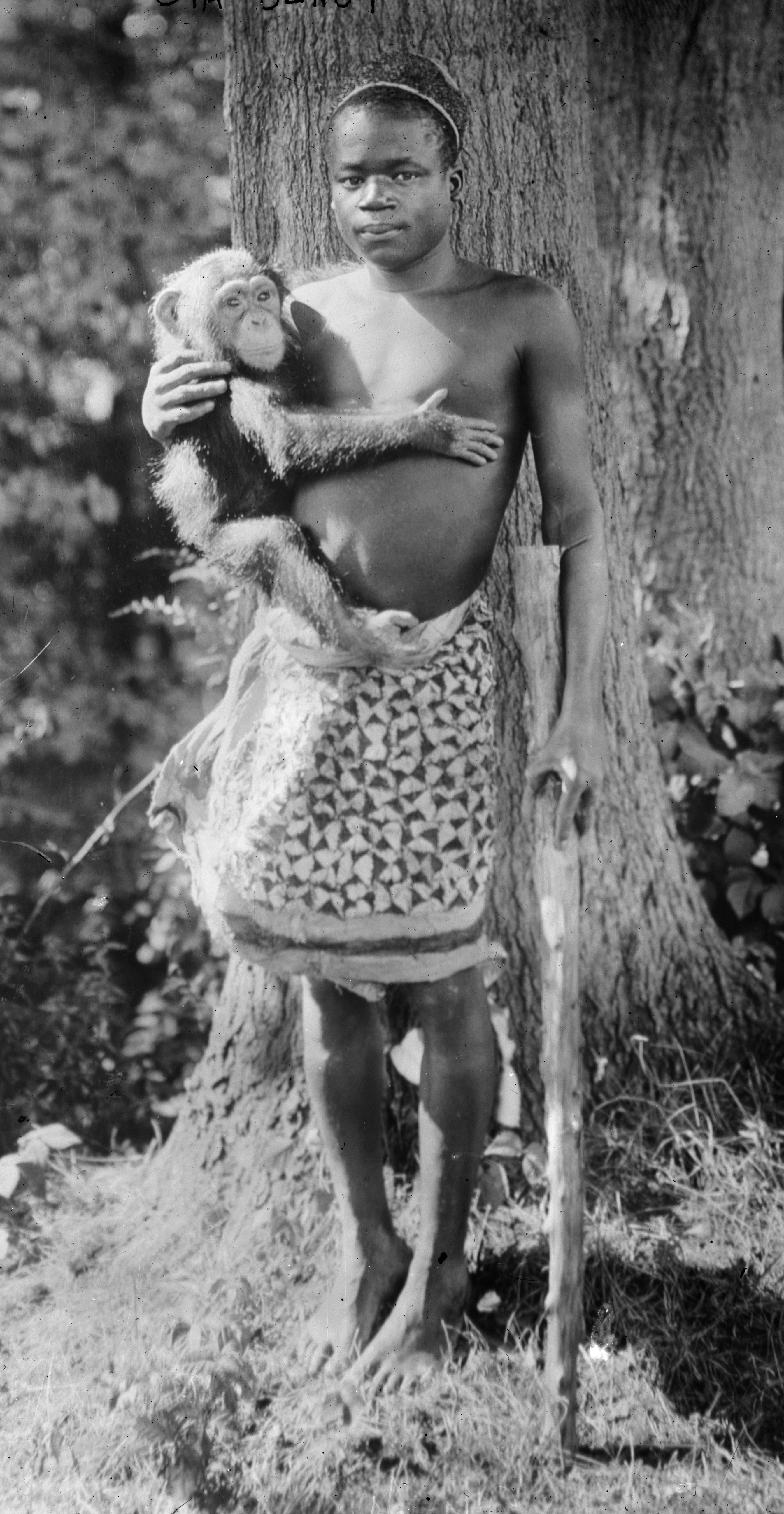
اوتا بنگا در باغ‌وحش برانکس به‌سال ۱۹۰۶ میلادی.

باغ‌وحش انسانی (به انگلیسی: Human zoos) که به‌عنوان نمایشگاه‌های قوم‌شناختی (به انگلیسی: Ethnological expositions) نیز شناخته می‌شود، محل نمایش انسان‌های سیاه‌پوست و بربرها در سده ۱۹ و اوایل سده ۲۰ میلادی، در اروپا بود. در این نوع از نمایش تحت عنوان نژادگرایی علمی، بومی‌ها، بربرها و سیاه‌پوستانی که به عنوان برده و اسیر به اروپا و آمریکا آورده می‌شدند، در باغ‌وحش‌هایی انسانی، زنجیرشده و در قفس و به شکلی کاملاً تحقیرآمیز به نمایش عمومی گذاشته می‌شدند.
آدولف هیتلر، اولین رئیس کشور اروپایی بود که دستور بستن «باغ‌وحش انسانی» را در قلمروی رایش سوم داد. باغ‌وحش‌های انسانی پس از جنگ جهانی دوم در اروپا رو به زوال گذاشتند.
باغ‌وحش‌های انسانی مورد انتقاد شدید مخالفان نژادپرستی و مدافعان حقوق انسان قرار داشتند.

## تاریخچه
در سال ۱۸۹۷ میلادی، لئوپولد دوم، ۲۶۷ سیاهپوست را از کنگو را به بلژیک آورد تا آن‌ها را در یک دهکدهٔ شبیه‌سازی شدهٔ آفریقایی به نمایش بگذارد.

## سیرک و نمایش‌های عجیب‌الخلقه
در نیمکره غربی، یکی از قدیمی‌ترین باغ وحش‌های شناخته شده، باغ وحش موکتزوما در مکزیک، نه تنها شامل مجموعه عظیمی از حیوانات بود، بلکه انسان‌ها، به عنوان مثال، کوتوله‌ها، آلبینوها و گوژپشت‌ها را نیز به نمایش می‌گذاشت.

## شروع نمایشگاه‌های انسانی
در دهه ۱۸۷۰، نمایشگاه‌هایی از به اصطلاح «جمعیت‌های عجیب‌الخلقه» در سراسر جهان غرب رواج یافت. باغ وحش‌های انسانی را می‌توان در بسیاری از شهرهای بزرگ اروپا مانند پاریس، هامبورگ، لندن، میلان و همچنین شهرهای آمریکا مانند نیویورک و شیکاگو دید.